# Jonas Engel
Jonas Engel (* 31. Oktober 1990 in Schlüchtern) ist ein deutscher Jazzmusiker (Altsaxophon, Komposition).

## Leben und Wirken
Engel, der in Sannerz aufwuchs, begann bereits mit 16 Jahren im LandesJugendJazzOrchester Hessen zu spielen, mit dem er an dem Album Kicks & Sticks (2010) teilnahm. Nach seinem Abitur leistete er seinen Wehrdienstzeit beim Berliner Stabsmusikkorps der Bundeswehr ab. Dann studierte er an der Hochschule für Musik und Tanz Köln Jazzsaxophon bei Roger Hanschel, Claudius Valk, Frank Gratkowski und Hubert Nuss. Seit 2014 spielte er zwei Jahre lang im Bundesjazzorchester und war an dessen CD Grove and the Abstract Truth (2016) beteiligt. 
Mit Anthony Greminger und Florian Herzog gründete Engel das Trio Just Another Foundry, dessen gleichnamiges Album 2017 bei Double Moon Records erschien. Mit dem Tenorsaxophonisten Kārlis Auziņš sowie David Helm und Dominik Mahnig bildete er das Quartett Own Your Bones, das 2018 sein gleichnamiges Album bei Klaeng Records veröffentlichte. 2023 folgte mit diesem Quartett das Album Staring Is Caring. Mit dem Dichter und Pianisten Eliot Cardinaux, dem Bassisten Asger Thomsen und Schlagzeuger Etienne Nillesen legte er 2018 das Album Our Hearts As Thieves vor. Weiter war er als Saxophonist und Komponist in verschiedenen Projekten tätig, u. a. mit Thea Soti, mit Christina Schamei, mit Bastian Weinig und mit Mark Pringle. Tourneen führten ihn in viele Länder Europas, nach Südamerika, den Nahen Osten, nach China und Südostasien.